# ジャン・コルペ
ジャン・コルペ（Jean Corpet、1884年5月18日 - 1970年）は、フランスの実業家。1908年にシベリア鉄道を経由して極東アジアに至り、帰路には海路で南アジアを経由する大旅行を行なって、多数の写真を残したことで知られる。コルペが撮影した、多数のステレオ写真のガラス製の写真乾板は、ギメ東洋美術館に所蔵されている。

## 生い立ち
ジャン・コルペは、蒸気機関車の製造会社として知られたコルペ＝ルーヴェを経営する一族の御曹司として、パリに生まれた。父ジュリアン・コルペ（Lucien Corpet、1846年 - 1889年）は、L. Corpet Paris として、蒸気機関車製造業を創業した人物であり、ジャンはその2番目の妻ファニー (Fanny：旧姓 Doublet）との間に生まれた次男であった。
ジャンが幼いうちに父は死去し、機関車製造事業の経営は、未亡人となったファニーと、その娘婿ルシアン・ルーヴェ (Lucien Louvet) に引き継がれた。ジャン・コルペは、経営者として家業を継承することを期待され、やがてエコール・ポリテクニークに学び、卒業した。

## 極東旅行と写真
エコール・ポリテクニークを卒業したジャン・コルペは、家業継承前に、母ファニーからの資金提供を受け、極東への大旅行を1909年に行なうこととなった。
コルペはまずモスクワへ赴き、シベリア鉄道で極東へと向かった。
日本には、ウラジオストクからの海路で6月30日に敦賀港に到着した。以降、関東周辺で東京や江の島、箱根、日光といった観光地のほか、足尾銅山、柏崎の油田、東京砲兵工廠を視察した。日本滞在中のコルペには、フランス大使館のほか、外務次官だった石井菊次郎や、陸軍次官だった石本新六らが便宜を図っていたという。コルペは、東京のフランス大使館で開催されたフランス革命記念日の宴席で、東郷平八郎にも会っており、その印象を「偉大な戦士には見えなかった」と書き送っている。
その後、京都の桂離宮や、高野山などを観光した後、銅の製錬所で知られていた四阪島、長崎や三池炭坑、八幡製鉄所などを訪れ、8月12日に下関から、大韓帝国の釜山へと出国した。この間、日本では134点の写真が撮影された。
以降、韓国、中国、フランス領インドシナ、シンガポール、セイロン島、インド、アデン、スエズ運河沿いのポートサイドを経て、帰国した。
総数で936点に及んだ旅行中に撮影された写真は、20世紀初頭の極東アジアにおける産業の記録として、また、当時の富裕層の子弟が経験したグラン・ツールの記録として貴重なものとされている。

## その後
大旅行から帰国したジャン・コルペは、家業を継承し、コルペ＝ルーヴェ社の経営にあたった。また、1917年に妻マドレーヌ (Madeleine、1888年 - 1983年) と結婚し、8人の子をもうけた。
ジャン・コルペの末子で6男のフランソワ・コルペ（François Corpet、1932年 - ）は、父の大旅行に関する写真や手紙などの資料を2007年に私家版でとりまとめ、2013年には他の親族とともに、写真のガラス乾板とそれに付随する権利の一切をギメ東洋美術館に寄贈した。